# Hadelner Kanal
Hadelner Kanal er en del af skibsgenvejen mellem Weserfloden og Elben i Tyskland. Den er 32 km. lang og strækker sig fra Otterndorf ved Elben mellem Cuxhaven og Brunsbüttel) til søen ved Bederkesa.
Kanalen blev bygget 1852 – 1854, dels som sejlvej for mindre skibe, dels som afvandingskanal for omliggende landbrugsarealer, der led under hyppige oversvømmelser. Sammen med Bederkesa-Geeste-kanalen og floden Geeste udgør den en genvej mellem Weser ved Bremerhaven og Elben ved Brunsbüttel. Den blev bygget til skibe der var op til 33,5 m. lange, 5 m. brede og 1,5 m. dybgang. På grund af broerne undervejs måtte de højst rage 2,7 m. op over vandspejlet. Dimensionerne var også bestemt af sluserne undervejs. Sluserne tjener både som trafikporte og som højvandsspærring. Ved højvande i Elben forhindrede de, at floden oversvømmede de lavtliggende marker, og ved lavvande fremmede de dræningen. Hadelnerkanalen har sluser ved Otterndorf og ved Bederkase.
I de godt to år byggeriet varede flyttede 1150 arbejdere omkring 1 mio. kbm jord. Mellem 1957 og 1965 blev den udvidet i såvel bredde som dybde, men har siden mistet sin betydning for varetransport og benyttes kun af lystsejlere og -fiskere.
- Wikimedia Commons har flere filer relateret til Hadelner Kanal